# Filosofia della natura

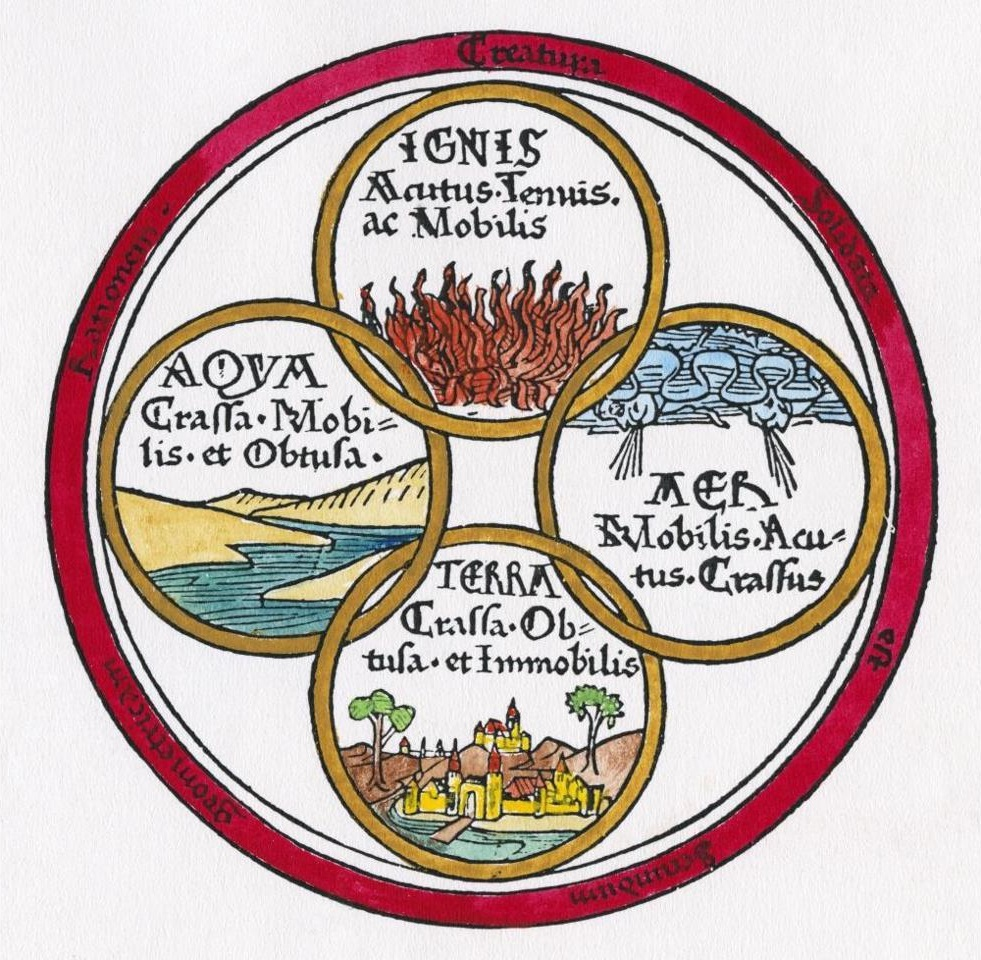
I quattro elementi classici in un'edizione del De rerum natura di Lucrezio (pubblicato a Brescia da Tommaso Ferrando, 1472)

La filosofia naturale o filosofia della natura, conosciuta in latino come philosophia naturalis, consiste nella riflessione filosofica applicata allo studio della natura.

## Significati

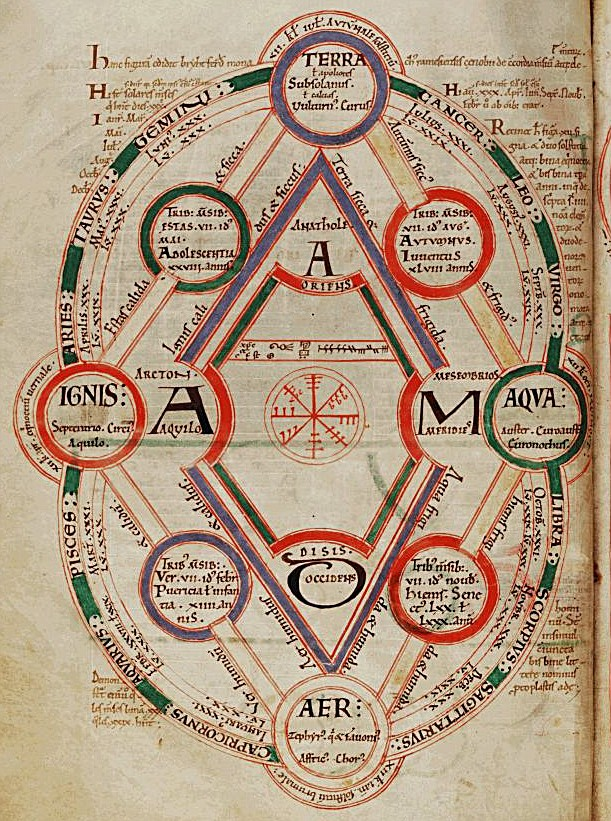
Mappa medioevale raffigurante le relazioni fra i quattro elementi di base della natura

Occorre premettere che quello di filosofia della natura è un termine dai molteplici significati.
Da un punto di vista storico, essa coincideva con lo studio della fisica prima dello sviluppo della scienza moderna. È considerata la controparte, o dai positivisti la precorritrice, di ciò che oggi si chiama scienza naturale. Fu una specifica disciplina filosofico-scientifica di grande importanza storica, tramontata per vari motivi tra la fine del XVIII e l'inizio del XIX secolo. Prima di allora la "filosofia naturale" aveva rappresentato per molti secoli l'avanguardia dell'indagine scientifica, che coniugava l'osservazione sperimentale con la riflessione filosofica.
Da un punto di vista teorico invece, l'odierna riflessione filosofica sulle recenti teorie fisiche e biologiche può essere considerata, per alcuni aspetti, una ripresa delle indagini tipiche della filosofia naturale. In questo contesto sarebbe opportuno distinguere una filosofia della natura fisica da una filosofia della natura biologica (talvolta chiamata anche filosofia dell'organismo o biologia filosofica), discipline che si sono rese via via più autonome all'interno di quella branca più generica nota come filosofia della scienza.

### Origine ed evoluzione del termine
Filosofia della natura fu dunque il termine utilizzato per descrivere lo studio della natura, sia da un punto di vista che oggi diremmo scientifico o empirico, sia da un punto di vista metafisico. In un senso più ristretto si intendeva tutto il lavoro di analisi e di sintesi delle comuni esperienze sommate alle argomentazioni, riguardanti la descrizione e la comprensione della natura. Il termine scienza si affermerà solo più tardi, dopo Galileo, Cartesio, Newton e lo sviluppo di un'autonoma indagine sperimentale e matematica della natura, regolata da un metodo.
Le varie scienze, che storicamente si sono sviluppate dalla filosofia, si può dire che siano sorte più specificamente dalla filosofia naturale. Nelle università di antica fondazione, le cattedre di filosofia naturale sono oggi occupate prevalentemente da professori di fisica. La nozione moderna di scienza e scienziato risale solamente al XIX secolo: prima di allora, la parola "scienza" significava semplicemente conoscenza e non esisteva l'etichetta di scienziato. Ad esempio, il trattato di Newton del 1687 è conosciuto come I principi matematici della filosofia naturale.

## Storia: meccanicismo e platonismo
Fino ad oggi sono prevalsi sostanzialmente due indirizzi di filosofia naturale:
- La teoria meccanicista, secondo cui la natura è composta di atomi sottoposti a leggi rigorosamente deterministe. Ogni organismo non sarebbe altro che un aggregato di atomi, risultante dalla composizione di più parti assemblate tra loro.
- La teoria platonica e neoplatonica, avversaria della prima, che assimila tutta la natura a un organismo vivente. Gli individui non sono il risultato di parti combinate assieme, ma al contrario scaturiscono da un principio semplice e unitario che si articola via via nel molteplice, pur restando Uno.

La contrapposizione tra questi due indirizzi filosofici appare sin all'epoca dei presocratici: da un lato vi sono i pensatori cosiddetti ilozoisti, che concepiscono la materia come un tutto animato, e cercano di spiegarsi i mutamenti della natura ricorrendo a un principio unitario o archè, capace di renderne ragione. A costoro si affianca Democrito, secondo il quale invece all'origine di tutto non c'è un unico principio, ma una molteplicità di atomi.
Platone sarà irriducibile avversario di Democrito, affermando nel Timeo l'esistenza di un'Anima del mondo che vitalizzando il cosmo governa i fenomeni naturali. L'errore fondamentale di Democrito, secondo Platone, consisteva nel fatto che la teoria atomista escludeva l'esistenza di principi primi in grado di guidare il perenne fluire dei fenomeni; egli cioè non sapeva spiegare perché la materia non si aggreghi mai a caso, ma sempre in un certo modo, per formare ad esempio ora un cavallo, ora un elefante, strutturandosi secondo criteri precostituiti, come fosse dotata di intelligenza.

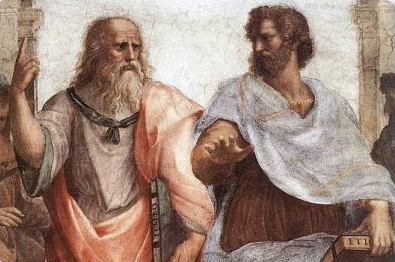
Platone e Aristotele.

### Aristotele
Anche Aristotele obietterà a Democrito che l'evoluzione di un essere vivente, ad esempio da un uovo a una gallina, non può essere il risultato di semplici combinazioni fortuite di atomi: vi sono leggi proprie che agiscono dall'interno, che ne connotano la "sostanza", diverse dai meccanismi di causa-effetto che agiscono dall'esterno, i quali sono solo "accidentali". Ogni organismo è quindi concepito da Aristotele in forma unitaria, come entelechia, cioè come entità che abbia in se stessa il criterio che la fa evolvere. Egli distingue in proposito quattro cause responsabili dei mutamenti della natura:
1. causa formale: consiste nelle qualità specifiche dell'oggetto stesso, nella sua essenza;
2. causa materiale: la materia è il sostrato senza cui l'oggetto non esisterebbe;
3. causa efficiente: è l'agente che determina operativamente il mutamento;
4. causa finale: la più importante di tutte, in virtù della quale esiste un'intenzionalità nella natura; è lo scopo per cui una certa realtà esiste.

La trattazione delle quattro cause, che resterà a lungo un perno della filosofia della natura, soprattutto presso la scolastica medioevale, orienta la scienza di Aristotele in senso qualitativo, tenendo conto di un doppio modo di considerare gli eventi, all'interno delle coppie causa efficiente-causa finale, o forma spirituale-sostrato materiale; ad esempio se la causa efficiente concepisce lo stato dei rapporti meccanici situati nel passato, quella finale è rivolta all'intenzione da realizzare nel futuro. Da questo approccio si discosterà la scienza moderna che escluderà l'essenza formale e la causa finale dal proprio orizzonte conoscitivo.

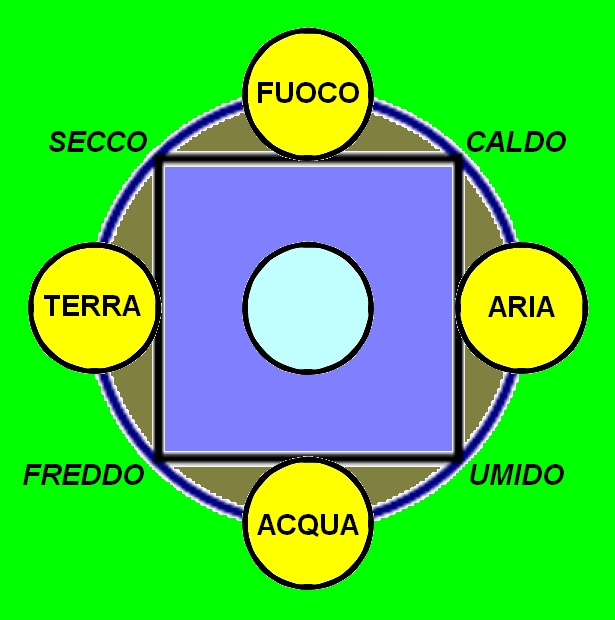
I quattro elementi e le loro relazioni

Il tentativo di pervenire a spiegazioni qualitative della natura, che tengano conto cioè dell'essenza e non soltanto del dato quantitativo, è all'origine anche della cosmologia aristotelica, basata sulla teoria dei quattro elementi già enunciata da Empedocle: terra, aria, fuoco e acqua. Le varie composizioni degli elementi costituiscono tutto ciò che si trova nel mondo; ad essi si ricollegano ad esempio anche i quattro umori della teoria medica ippocratica. Ogni elemento possiede due delle quattro qualità (o «attributi») della materia:
- il secco (terra e fuoco),
- l'umido (aria ed acqua),
- il freddo (acqua e terra),
- il caldo (fuoco e aria).

Perché i quattro elementi possano muoversi, tendendo ognuno di essi verso i propri rispettivi "luoghi naturali", in accordo con la sua concezione finalistica, l'esistenza del vuoto è decisamente negata da Aristotele, di nuovo in polemica con gli atomisti.

### Stoicismo e neoplatonismo
La negazione del vuoto viene ribadita dallo stoicismo, per il quale l'universo è un tutto omogeneo, concepito come un unico grande organismo, regolato da intime connessioni (sympathèia) fra le sue parti, grazie al soffio vitale che pone ordine nella materia inerte, platonicamente denominato «Anima del mondo». La tesi contro cui gli stoici si rivolgono è quella epicurea, portatrice di una visione atomistica erede di Democrito, al cui meccanicismo contrappongono il finalismo della Provvidenza.
In seguito, Plotino riprende la polemica platonica contro gli atomisti, ponendo una distinzione fondamentale tra naturale e artificiale. "Naturale" è ciò che procede dal semplice al composto; "artificiale" significa all'inverso partire dai molti per costruire l'uno. La vita non può essere riprodotta artificialmente, perché non è il risultato di assemblaggi o combinazioni atomiche ad essa esterne, ma nasce da un principio interiore talmente semplice da essere immateriale. Questo principio è l'intelligenza, nella quale risiedono le Idee, che se da un lato sono trascendenti, dall'altro diventano immanenti alla natura, andando a costituire la ragione formante (o logos) degli individui, in maniera simile ai caratteri genetici, o al concetto aristotelico di entelechia.

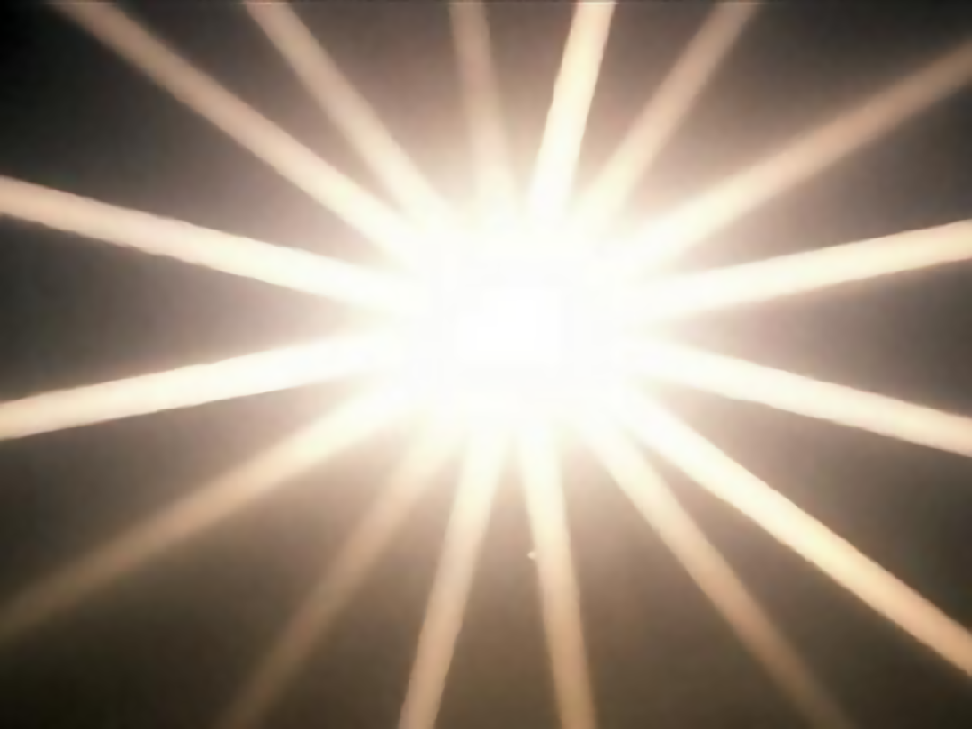
L'emanazione dall'Uno, che procede fino alla materia, avviene «come un'irradiazione, come la luce del Sole splendente intorno ad esso».

L'importanza di Plotino nel contesto della filosofia della natura risiede nel fatto che l'Uno, da cui a sua volta discende l'Intelletto, genera in maniera non intenzionale né voluta, bensì inconsapevolmente. Allo stesso modo, l'Anima del mondo, principio reintrodotto ed enormemente rivalutato da Plotino, non opera deliberando, bensì in maniera cieca ed involontaria, trasferendo «ad altri esseri l'unità, che del resto lei stessa accoglie per averla ricevuta da un altro». Come una luce che si allontana nelle tenebre, così l'Anima, guardando verso il "basso", si disperde nella molteplicità, vitalizzando il cosmo che ne risulta intimamente popolato da energie e forze arcane, celate nell'oscurità della materia.

### Il Medioevo
Con Plotino ha inizio una lunga corrente neoplatonica, la quale, fondendosi col Cristianesimo, durerà fino al Rinascimento passando per il Medioevo.
La nozione dell'Anima Mundi permeerà in particolare l'agostinismo, soprattutto in seguito al commentario del Timeo di Platone operato da Calcidio, che le attribuiva una «natura razionale incorporea». Se ne troveranno cenni in Boezio, Dionigi l'Areopagita e Giovanni Scoto Eriugena.
In questa fase la natura viene studiata prevalentemente in rapporto al sovrannaturale, interpretata come un luogo di presenze oscure e simboliche, inizialmente legato a rituali pagani e magici che furono progressivamente integrati e riadattati dalla Chiesa in funzione del processo di evangelizzazione dell'Europa. Gli aspetti della natura, suddivisi nei tre regni, animale, vegetale e minerale, trovano nei generi letterari rispettivamente dei bestiari, erbari e lapidari, una forma di conoscenza rivolta più che altro ad una prospettiva allegorica.

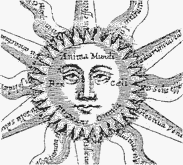
L'Anima Mundi in una stampa rinascimentale

Sarà con lo sviluppo della scolastica, e poi con la nascita delle prime università a partire dal XII secolo, che la filosofia della natura inizierà a costituirsi sempre più come scienza autonoma, in virtù del fatto che l'Anima Mundi si prestava ad essere considerata come una totalità organica e indipendente, oggetto di studi separati rispetto alla teologia. Se Pietro Abelardo la identificò esplicitamente con lo Spirito Santo, essa divenne un tema ampiamente sviluppato dai maestri della scuola di Chartres, come Teodorico e Guglielmo di Conches, i quali ammisero l'immanenza dello spirito nella Natura, in cui opera una vis quaedam rebus insita, similia de similibus operans («una forza insita nelle cose che, da cose simili, produce cose simili»). Dio, secondo Guglielmo, si era limitato a dare l'avvio alla creazione, dopodiché tutta l'evoluzione dei processi naturali andava spiegata sulla base dei loro princìpi interiori, che egli individuava nell'azione combinata dei quattro elementi (fuoco, terra, aria, acqua), senza bisogno che Dio intervenisse più.
Ammettendo quindi l'immanenza dell'Anima Universale nella Natura, i filosofi di Chartres si avviavano verso una visione panteistica del creato.
Contemporaneamente, a cominciare da Alberto Magno, cominciò ad essere recepito l'influsso dell'aristotelismo arabo, che portò a un ridimensionamento del ruolo che l'agostinismo aveva avuto fino allora, e provocando accese dispute quando alcuni concetti di derivazione averroistica (come la negazione dell'immortalità dell'anima o dell'origine creazionistica del mondo) sembravano porsi in contrasto con l'ortodossia cristiana. Alberto Magno introdusse allora una distinzione fra l'ambito della fede, di cui si occupa la teologia, e quello della scienza, in cui opera la ragione, pur cercando sempre un punto di incontro tra questi due campi.

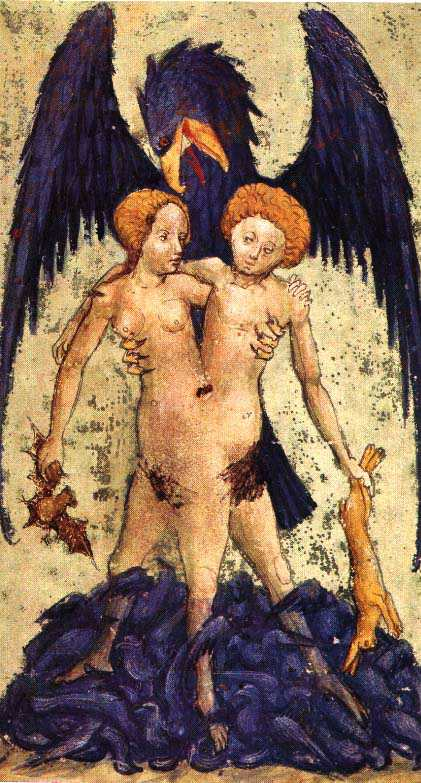
Una miniatura del manoscritto Aurora consurgens di una stampa risalente al XV secolo: ermafrodito simboleggiante la dualità dello stato solido e gassoso.

Discepolo di Alberto fu Tommaso d'Aquino, che analogamente si propose di conciliare la rivelazione cristiana con la dottrina di Aristotele, riformulandone in chiave nuova la concezione della verità come corrispondenza tra intelletto e realtà, e sviluppando il concetto di analogia entis e di astrazione, il cui utilizzo è stato rivalutato tuttora in più recenti scoperte scientifiche. In virtù dell'analogia, o similitudine, esiste secondo Tommaso un perenne passaggio dalla potenza all'atto che struttura gerarchicamente la natura secondo una scala ascendente che va dalle piante agli animali, e da questi agli uomini, fino agli angeli e a Dio, che in quanto motore immobile dell'universo è responsabile di tutti i processi naturali. Le intelligenze angeliche hanno una conoscenza intuitiva e superiore, che permette loro di sapere immediatamente ciò a cui noi invece dobbiamo arrivare tramite l'esercizio della ragione. Tommaso mantenne comunque una certa terminologia neoplatonica parlando anch'egli di un'Anima Mundi, causa della Natura, che derivava "post aeternitatem" dalle Intelligenze, sussistenti "cum aeternitate", le quali a loro volta discendevano dall'Uno o Bene, causa prima "ante aeternitatem". Nell'opera di Tommaso, l'attenzione rivolta agli aspetti vitali del mondo fisico troverà espressione in un trattato dedicato all'alchimia, ed un altro intitolato Aurora consurgens.
Mentre Tommaso insegnò soprattutto a Parigi, altre scuole crebbero di rinomanza, come quella inglese di Oxford, dove operò Ruggero Bacone, anch'egli seguace di Aristotele ma attestato su posizioni diverse da quelle tomiste, ignorando di fatto il significato attribuito da Tommaso all'analogia entis, e adottando così esclusivamente una scienza di tipo matematizzato, che precorrendo il metodo di Galilei escludeva dallo studio della natura tutto ciò che non fosse riconducibile a rapporti numerici e quantitativi (conducendo all'eclissi del concetto di analogia). Rivalutando la sperimentazione nella conoscenza del mondo naturale, Bacone distinse la magia cerimoniale, o demoniaca, da una positiva, che è la magia naturale o alchimia, la quale opera in accordo con le leggi di natura e consente di svelarne i segreti; egli andò così a costituire per quei tempi «la più fervida difesa dell'astrologia e della magia».

### Dal Rinascimento all'età moderna

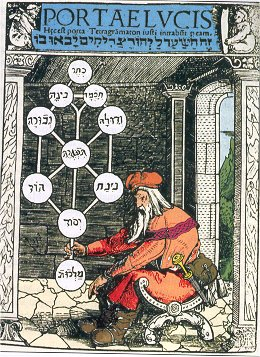
Raffigurazione della Cabbala

Col Rinascimento torna in auge il neoplatonismo, che appariva più in accordo con una visione magica ed esoterica della natura, tipica di questo periodo, mentre l'aristotelismo rimane relegato in specifiche scuole. La riscoperta dell'antico Corpus Hermeticum attribuito ad Ermete Trismegisto, che viene tradotto da Marsilio Ficino su incarico di Cosimo de' Medici, contribuisce a incrementare l'interesse per l'alchimia. Si va alla ricerca di un sapere unitario, organico, coerente, che funga da raccordo di tutte le conoscenze dello scibile umano, e che sappia ricondurre la molteplicità nell'unità, la diversità nell'identità. Tale è ad esempio il proposito di Pico della Mirandola, che nella sapienza della Cabala cerca di decifrare gli oscuri rapporti che legano tra loro ogni aspetto della natura.

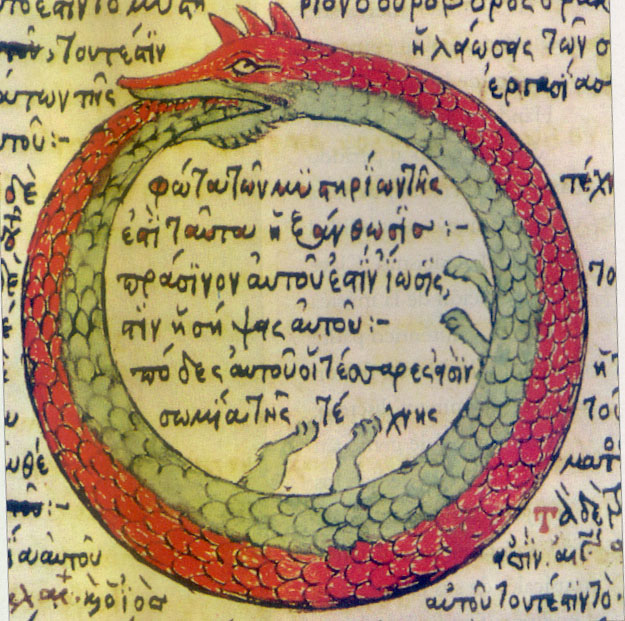
L'Ouroboros, simbolo dell'alchimia e dei cicli della natura

Ricevono così grande impulso numerose discipline come la matematica, la geometria, la numerologia, l'astronomia, che risultano connesse tra loro e mirano tutte a interpretare la natura in chiave simbolica e unitaria. La ricerca della pietra filosofale, ad esempio, nasce dalla convinzione che tutti gli elementi dell'universo, corrottosi a causa del peccato originale, provenissero da un'unica sostanza originaria (quintessenza), che si tenta ora di riprodurre in laboratorio tramite appunto la creazione di un agente catalizzatore, capace di riportare la materia alla sua antica purezza spirituale.

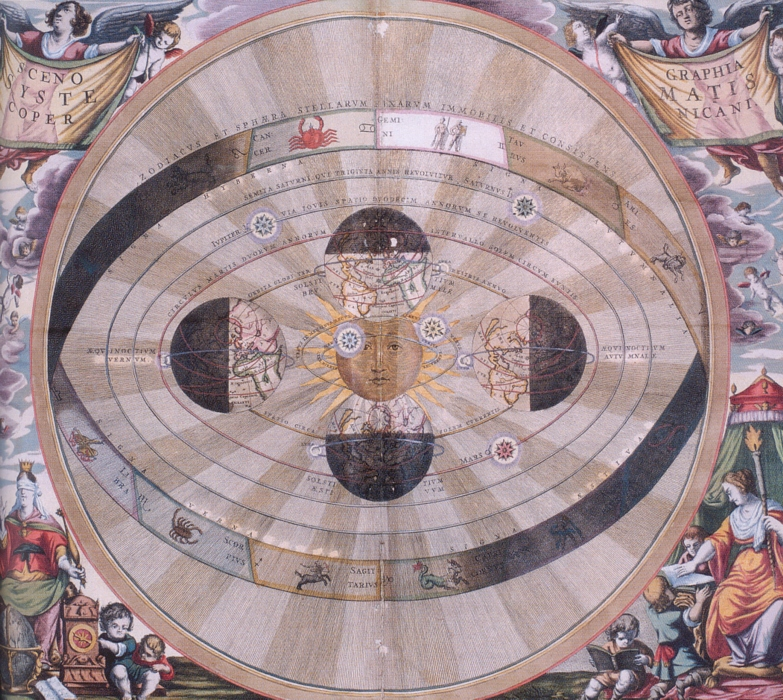
L'universo concentrico elaborato da Copernico

L'idea di una segreta corrispondenza tra fenomeni celesti e fenomeni terreni conduce a una maggiore fiducia nell'astrologia, basata su una visione armonica dell'universo per cui esiste un'analogia tra le strutture della mente umana e le strutture reali dell'universo, ovvero tra la nostra ragione soggettiva e la ragione oggettivata nella natura, in quanto generate dalla stessa intelligenza creatrice. Non si tratta di un universo statico, ma in movimento: in esso prevale un equilibrio dinamico, rappresentato dal cerchio e dalla sfera, simboli dei cicli della natura, e visti come le figure più perfette in quanto espressione di massima sintesi tra forze centrifughe e centripete: una concezione che si ritrova nella rivoluzione scientifica attuata da Copernico. A fondamento dell'ordine geometrico dell'universo è posto Dio, il quale lo governa attraverso un atto d'amore, infondendo anima e vita alle sue leggi.
Anche per i filosofi rinascimentali, dunque, che pure si discostano dai dogmi della teologia, la natura è un organismo vivente, che non opera meccanicamente assemblando parti più piccole fino ad arrivare agli organismi più evoluti e intelligenti, bensì il contrario: l'evoluzione della natura è resa possibile dal principio intelligente che già preesiste alla materia. Bernardino Telesio così, pur polemizzando contro Aristotele, affermerà l'esigenza di studiare la natura secondo i suoi propri princìpi, cioè secondo la visione tipicamente aristotelica di una ragione immanente agli organismi. Secondo Giordano Bruno nella natura opera Dio stesso, il quale si rivela nell'uomo come Ragione, attraverso una progressiva esaltazione dei sensi e della memoria nota come eroico furore. Tommaso Campanella si fa portatore di un sensismo cosmico, concezione per cui tutta la natura è senziente, ovvero percepisce. Nel panorama rinascimentale permane costante la concezione della natura come una realtà tutta viva e animata, abitata da forze e presenze nascoste. Paracelso ad esempio parlava apertamente di entità spirituali responsabili di ogni legge e avvenimento di natura; a lui si deve inoltre lo sviluppo della dottrina delle segnature, basata sul concetto di analogia tra macrocosmo e microcosmo, tra natura ed essere umano.
La visione immanente dei filosofi rinascimentali, in particolare di Giordano Bruno, sarà ripresa da Spinoza, secondo cui «Dio non è un burattinaio», cioè non è trascendente, ma coincide con la Natura stessa. Dio è la Natura Naturans che si materializza come Natura Naturata. Secondo Spinoza, tutto in natura è causato da un tale Principio unico e assoluto, il quale non è da intendersi come il primo anello della catena di cause in essa presente, ma come la sostanza unitaria di questa stessa catena.
Leibniz prosegue nell'ottica neoplatonica, attribuendo capacità di pensiero persino alla materia. Egli concepisce tutto l'universo come popolato da centri di energia o monadi, che sono dotate ognuna di proprie personali rappresentazioni, anche se spesso inconsce. Ogni monade è un'entelechia chiusa in se stessa, ma le sue rappresentazioni corrispondono a quelle altrui perché esse sono tutte coordinate da Dio secondo un'armonia prestabilita.
Leibniz si propone di correggere la concezione cartesiana, che aveva postulato una rigida separazione tra res cogitans e res extensa, in base alla quale si avrebbe da una parte il pensiero (o la coscienza), e dall'altra la materia inerte, concepita in forma meccanica, al punto da equiparare gli organismi naturali a degli automi. Ma postulare due sostanze è per Leibniz una visione irrazionale, per rimediare alla quale si deve necessariamente supporre che anche la materia apparentemente inorganica abbia proprie percezioni. Leibniz si contrappone anche alla corrente meccanicista che si stava sviluppando in Inghilterra sull'onda di Newton, secondo cui, in maniera simile ai democritei, la natura è assimilabile a un ingranaggio, sottoposto a leggi esteriori che determinano persino la volontà dei singoli individui.

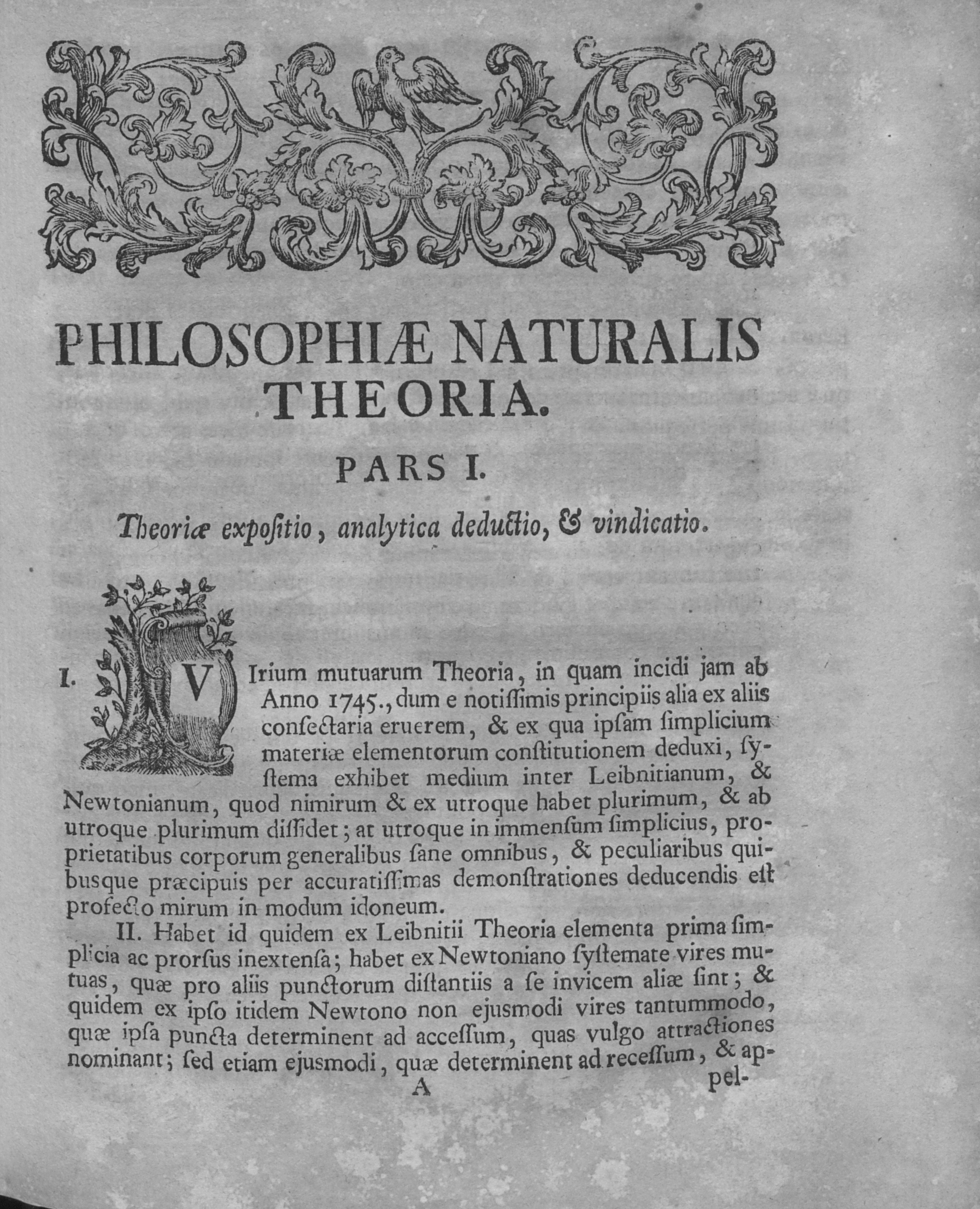
Philosophiae naturalis di Boscovich, prima pagina (1758)

### Ripresa del meccanicismo
Una tale ripresa del meccanicismo si era avuta già a partire da Francesco Bacone, e quindi da Thomas Hobbes col rilancio di un indirizzo di pensiero nominalista, che negando valore alle essenze universali delle specie naturali (su cui si fondava la filosofia della natura aristotelico-tomista) le assimilava a semplici parole arbitrarie prive di fondamento ontologico.
Ma è con Galileo Galilei, sebbene questi accogliesse da Aristotele e Platone il modello deduttivo-matematico, che si attua quella rivoluzione scientifica rivolta a una conoscenza della natura limitata agli aspetti quantitativi della realtà, rinunciando alla ricerca delle qualità e delle essenze, che fino allora aveva condotto la filosofia della natura ad occuparsi delle proprietà degli enti da un punto di vista principalmente analogico, assimilandole ai quattro elementi fondamentali (aria, acqua, terra, fuoco).
Con Isaac Newton viene infine a cadere quella fede in una struttura matematica dell'universo, retaggio del platonismo, che ancora Galileo considerava alla base delle sue dimostrazioni. Le idee di essenza e di sostanza vengono in seguito giudicate infondate anche dagli esponenti dell'empirismo anglosassone come John Locke, perché ritenute non ricavabili direttamente dall'esperienza.

### Dal Romanticismo al Novecento

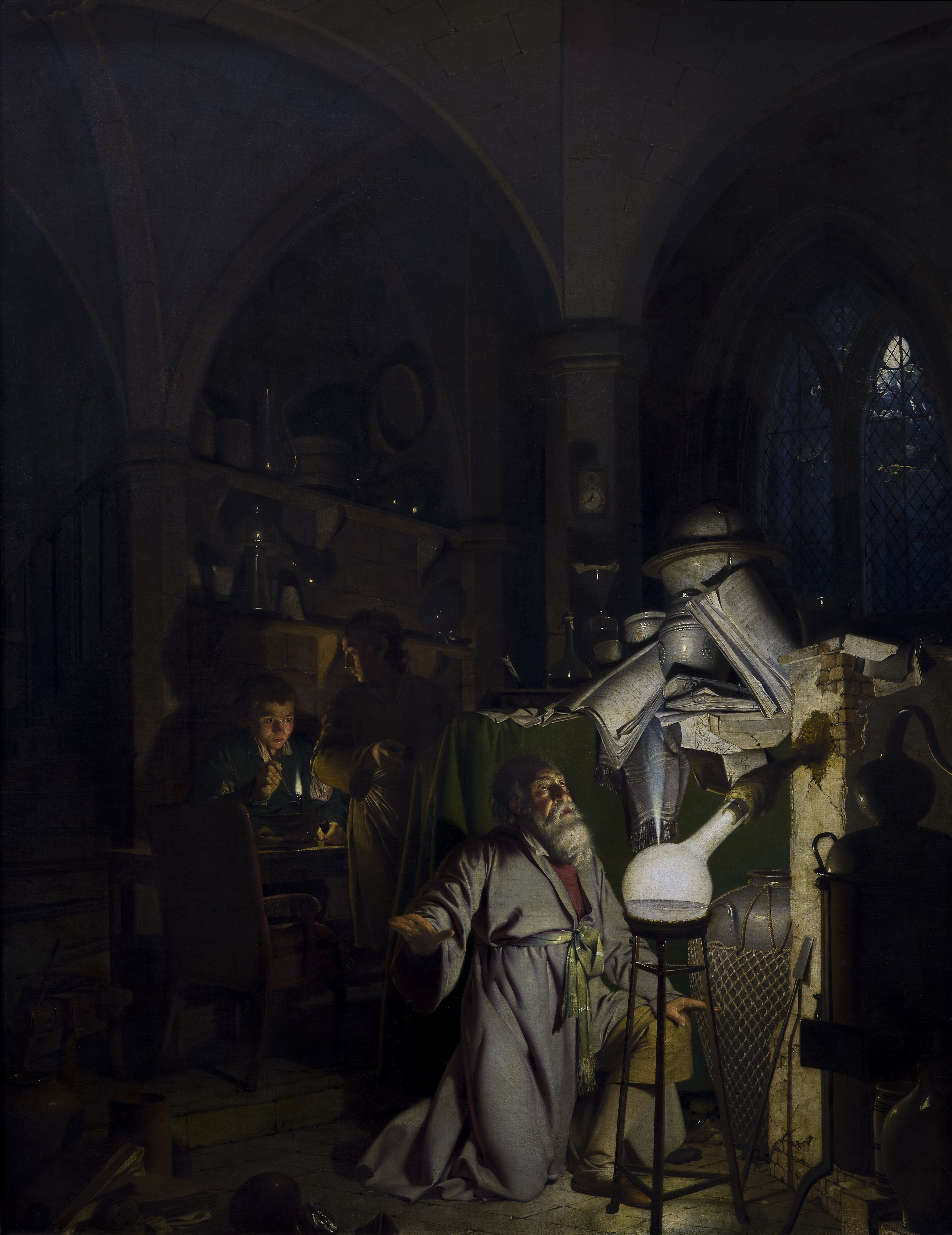
Alchimista in cerca della pietra filosofale.

La reazione a questa corrente meccanicista si avrà col Romanticismo, che irradiandosi dalla Germania imprime un nuovo corso alla filosofia della natura, denominato Naturphilosophie, nel quale si verifica un ritorno alle scienze esoteriche, in particolare teosofiche, nonché alla magia e all'alchimia.
Per Goethe, tra i principali esponenti di questo nuovo indirizzo, la natura è «la veste vivente della divinità», in cui prevalgono due forze: una di sistole, cioè di concentrazione in un'entità individuale, e una di diastole, ossia di espansione illimitata; i modelli e gli archetipi che essa custodisce possono essere dischiusi dallo scienziato solo mediante un'osservazione attiva, cioè una disposizione d'animo che normalmente si attribuirebbe all'artista. Anche per Hamann e Herder la natura è un organismo vivente, una totalità organizzata unitariamente.
Kant invece, se nella Critica della ragion pura concepiva l'essere come un semplice quantificatore e non un predicato, interpretando il cosmo alla stregua di un meccanismo sottomesso alle leggi dell'io penso (per il quale ogni realtà per poter essere conosciuta deve prima entrare a far parte della nostra esperienza), nella Critica del Giudizio recupera una visione finalistica della natura, da interpretare in chiave simbolica come inesauribile e spontanea forza vitale dove si esprime la divinità.
Schelling riprende questi concetti, cercando di costruire una nuova filosofia della natura (Naturphilosophie) che superasse i limiti della scienza sperimentale e si occupasse della natura nella sua totalità.
Schelling vede la Natura in un'ottica finalista, ritenendo che essa sia il luogo dove si manifesta l'aspetto oscuro e inconscio dello Spirito. Schelling dirà che la Natura è un'intelligenza addormentata, che mira però a risvegliarsi, evolvendosi dagli organismi inferiori e passando man mano a quelli superiori, fino a diventare pienamente autocosciente nell'uomo. Si tratta anche qui di una visione antitetica al meccanicismo perché l'intelligenza è già presupposta fin nei livelli più bassi e apparentemente inorganici della natura: riprendendo la terminologia neoplatonica, Schelling chiama anima del mondo (Weltseele) la forza unitaria che ad essi presiede. Scopo della scienza è proprio quello di riflettere la volontà della natura di rendersi manifesta a se stessa. Analizzando i fenomeni dell'elettricità e della luce, nella quale soprattutto sembra risolversi la materia, Schelling ritrova nella natura la polarità tipica dell'Assoluto, fenomeno attestato anzitutto dal magnetismo. Riabilitando anche il concetto di analogia, egli indica così i principi fondamentali che reggono la Natura:
- Polarità: ogni grado della natura è costituito da una coppia antitetica ma complementare;
- Coesione: l'interazione delle forze che mirano a riequilibrarsi;
- Metamorfosi: la trasformabilità degli elementi gli uni negli altri;
- Potenza: ogni grado della scala evolutiva è il risultato della trasformazione dal suo precedente;
- Analogia: l'affinità dei fenomeni, con la quale Schelling abilmente utilizza e generalizza alcune importanti scoperte scientifiche.

Mentre per Schelling la Natura è il negativo, o il contraltare, dello Spirito razionale, attingibile solo nell'atto creativo e immediato dell'Assoluto, per Hegel essa diventa un aspetto della Ragione stessa, nel momento in cui si estranea nell'«altro da sé». Filosofia della Natura è quindi per Hegel lo studio della caduta dell'Idea nella realtà, durante il suo procedere dialettico: mentre la Logica è l'Idea «in sé» (tesi), la Natura è l'Idea «per sé» (antitesi), prima di acquisire infine piena autocoscienza nello Spirito assoluto (sintesi) che è «in sé e per sé». La natura secondo Hegel rappresenta quindi l'Idea che ha perso la sua perfezione diventando necessitata e contingente nel tentativo di riproporre nella concretezza la razionalità pura dello Spirito. Questo aspetto, che cerca di spiegare gli inconvenienti della natura con l'abbandono della materia da parte dello Spirito per approdare al momento finale della sintesi, diventa però oggetto di critiche da parte dei contemporanei di Hegel, in particolare di Schelling, che gli contesta l'incapacità di cogliere l'aspetto volontario e non necessario del passaggio alla realtà: il presunto estraniarsi dell'Idea nell'«Altro-da-sé» della filosofia hegeliana, infatti, avviene sempre all'interno del processo iniziale, in una maniera automatica che non rende ragione della caducità e della disgregazione a cui la Natura spesso è assoggettata.
All'insegnamento di Schelling attingerà invece Schopenhauer (nonostante le dure critiche da costui rivolte ai tre esponenti dell'idealismo tedesco), in particolare riguardo al tema dell'analogia, in virtù della quale tutti gli elementi della natura presentano corrispondenze e consonanze reciproche, essendo in fondo oggettivazioni di una stessa Volontà universale, che per Schopenhauer è da intendere come il principio originario al posto dell'Assoluto schellinghiano: «L'oscura conoscenza di ciò diede probabilmente origine alla Kabbala e a tutta la filosofia matematica di pitagorici e cinesi: e anche la scuola schellinghiana, nel suo sforzo di mostrare le analogie tra tutte le apparenze della natura, tentò, benché spesso malamente, di derivare le leggi della natura dalle pure leggi dello spazio e del tempo».
Dopo Schelling e Schopenhauer l'animismo neoplatonico sembra nuovamente declinare in favore del meccanicismo. Quest'ultimo tuttavia sarà messo definitivamente in crisi dalle scoperte del primo Novecento, che tendono a fare della materia una funzione dell'energia, dunque non più qualcosa di statico e rigidamente meccanico, ma il risultato macroscopico di fenomeni ondulatori. In proposito c'è chi ha proposto parallelismi anche con le concezioni olistiche orientali del Tao, secondo cui i corpi sono fatti di luce.
La filosofia della natura come indagine filosofica tout court è comunque scomparsa del tutto dalle università come disciplina autonoma nel corso del Novecento, a parte alcune eccezioni: ad esempio in alcune facoltà teologiche cattoliche essa si è conservata, intesa come riflessione filosofica metafisica di stampo aristotelico-tomista.
Ulteriori contributi sono venuti inoltre da Rudolf Steiner, che riprendendo l'approccio conoscitivo di Goethe e diversi altri concetti legati all'alchimia ed all'esoterismo occidentale, si proponeva di studiare in modo scientifico ed unitario sia la realtà fisica che la dimensione spirituale. Dai suoi insegnamenti nacque l'Antroposofia o "scienza dello spirito", che oggi trova i suoi principali riscontri pratici nella pedagogia Waldorf, nella medicina antroposofica e nell'agricoltura biodinamica.

## La filosofia della natura oggi
In tempi recenti è stata da più parti affermata la necessità di una ripresa della riflessione filosofica sulla natura. È stato argomentato che una riflessione filosofica, con delle basi ben fondate sulle moderne concezioni scientifiche del mondo fisico e biologico, è necessaria sia per un'interpretazione e una comprensione effettiva dei dati e delle teorie scientifiche, sia per l'elaborazione di concezioni antropologiche che non ne trascurino le basi fisico-biologiche.
D'altra parte anche all'interno della comunità scientifica viene spesso rimarcata la necessità di un'elaborazione in chiave ontologica, epistemologica (e filosofica in senso generale) delle tecniche e delle teorie scientifiche utilizzate, nonché delle conseguenze pratiche del loro impiego (sull'ambiente, sui pazienti, sulla società, ecc.).
In questo senso viene auspicata la rinascita di una riflessione filosofica sulla natura (che tuttavia non si candidi come sostitutiva delle scienze, ma a queste si accompagni), già in parte avvenuta (al di là dei termini utilizzati o auspicati quali "filosofia della natura", "ontologia fisica", "ontologia della biologia", ecc.) con il fiorire contemporaneo di nuove discipline a cavallo tra scienza e filosofia quali la filosofia della fisica, la filosofia della biologia o l'epistemologia evoluzionistica.